# جيمي غوسلينج
جيمي غوسلينج (بالإنجليزية: Jamie Gosling)‏ هو لاعب كرة قدم بريطاني في مركز الوسط، ولد في 21 مارس 1982 في باث في المملكة المتحدة. لعب مع رويال ريسينغ كلوب مونتينييه وفوريست غرين ونادي ألدرشوت تاون ونادي باث سيتي ونادي توركي يونايتد ونادي وكينغ ونادي ويموث ويوفل تاون.

## وصلات خارجية
- جيمي غوسلينج على موقع قاعدة بيانات كرة القدم.إي يو (الإنجليزية)
- جيمي غوسلينج على موقع Soccerbase.com (لاعب) (الإنجليزية)